# Narodni umjetnik SSSR-a
Narodni umjetnik SSSR-a (ruski: Народный артист СССР) bila je počasna sovjetska titula, za iznimna postignuća u scenskoj umjetnosti koja se dodjeljivala od 1936. do 1991.
Titulu se razlikuje od slične titule - Народный художник СССР (koja bi se slično prevela)  koja se dodjeljivala za iznimna postignuća u vizualnim umjetnostima; slikarstvo, kiparstvo, grafika, primijenjena umjetnost, fotografija koje su dodjeljivane od 1943. do 1991.
Titula nižeg ranga bila je Zaslužni umjetnik SSSR-a (Заслуженный художник СССР) za postignuća u istim područjima.
Slične počasne titule postojale su za vrijeme SSSR-a i u svakoj pojedinoj sovjetskoj republici, kao i po sovjetskim autonomnim republikama.

## Povijest nagrade
Prije te titule postojala je slična Narodni umjetnik Republike osnovana 1919. od strane sovjetske vlade. Među prvim koji su dobilu tu titulu bili su skladatelj Glazunov, i opernim pjevači Šaljapin i Sobinov.
Od 1936. ta titula je zamijenjena novom Narodni umjetnik SSSR-a.
Prvi primatelji te titule 6. rujna 1936.bili su Konstantin Stanislavski, Vladimir Nemirovič-Dančenko, Ivan Moskvin, Antonina Neždanova, Boris Ščukin, Kuljaš Bajseitova uz još neke umjetnike. Posljednji koji su dobilu tu titulu bili su Sofija Piljavskaja i Oleg Jankovski 21. prosinca 1991. Titula Narodni umjetnik SSSR-a službeno je potvrđena odlukom Centralnog izvršnog komiteta Sovjetskog Saveza - 13. siječnja 1937.
Ispočetka se ta titula dodjeljivala samo kazališnim glumcima, baletanima i opernim pjevačima, vremenom se proširila i na filmske glumce (Ljubov Orlova), skladatelje (Arno Babajanian, Dmitrij Šostakovič), violiniste (Anahit Tsitsikian, David Ojstrah), pa i pjevače zabavne glazbe (Leonid Utjosov), komičare (Arkadij Rajkin) sve do cirkuskih klauna (Oleg Popov).
Većina umjetnika dobila je titulu Narodni umjetnik nakon navršenih 40 godina. Iznimke su napravljene kod plesača, tako je balerina Nadežda Pavlova, dobila tu titulu s 28 godina, a poznata plesačica židovskih narodnih plesova iz Buhare Malika Kalantarova s 34 godina. 
Formalno titula Narodni umjetnik je bila samo počasna i pored ordena i diplome, nije ništa donosila, ali kako ju je odobravala sama vlada (odnosno resorno ministarstvo) one su nosiocima te titule donosile sigurnost prihoda (koji često i nisu bili bog zna kakvi) i društveni ugled. Titula se dobijjla na osnovu odluke Ministarstva kulture SSSR-a, koja je prijedloge za imenovanja dobivala od resornih državnih odbora.
Tu titulu dobilo je ukupno 1010 osoba iz područja scenske umjetnosti; skladatelja, baletana, glazbenika, filmskih, televizijskih radijskih i kazališnih redatelja, glumaca, cirkusanata i pedagoga koji su radili na obrazovanju tih profila.

## Neki od dobitnika nagrade
- Anatolij Solovjanenko, operni pjevač
- Armen Džigarhanjan, glumac
- Vjačeslav Tihonov, glumac
- Rudolf Kehrer, pijanist
- Julija Abakumovskaja, operna pjevačica
- Fikret Amirov, skladatelj
- Inokentij Smoktunovski, glumac

## Vanjske poveznice
- Народный артист СССР na portalu Народные Артисты СССР  Arhivirana inačica izvorne stranice od 14. studenoga 2012. (Wayback Machine) (rus.)